# Stephen Makinwa
Stephen Ayodele Makinwa (Lagos, 26 de julho de 1983) é um ex-futebolista nigeriano que atuava como atacante.

## Carreira
Makinwa representou o elenco da Seleção Nigeriana de Futebol no Campeonato Africano das Nações de 2008.